# Čch’-čou
Čch’-čou (čínsky pchin-jinem Chízhōu, znaky 池州) je městská prefektura v Čínské lidové republice. Leží v provincii An-chuej a na ploše 8 399 čtverečních kilometrů zde žije 1,3 milionu obyvatel.

## Poloha
Čch’-čou na severozápadě sousedí s An-čchingem, na severovýchodě s Tchung-lingem a Wu-chu, na východě s Süan-čchengem, na jihovýchodě s Chuang-šanem a na jihozápadě s provincií Ťiang-si.

## Administrativní členění
Městská prefektura Čch’-čou se člení na čtyři celky okresní úrovně, a sice jeden městský obvod a tři okresy.
| Kuej-čch’ okres · Tung-č’ okres · Š’-tchaj okres · Čching-jang |        |                       |                       |                    |                                  |
| Název                                                          | Název  | Počet obyvatel (2010) | Počet obyvatel (2020) | Rozloha km² (2020) | Hustota zalidnění (obyv. na km²) |
| český přepis                                                   | znaky  | Počet obyvatel (2010) | Počet obyvatel (2020) | Rozloha km² (2020) | Hustota zalidnění (obyv. na km²) |
| Městský obvod                                                  |        |                       |                       |                    |                                  |
| Kuej-čch’                                                      | 贵池区 | 595 268               | 615 274               | 2 514              | 245                              |
| Okresy                                                         |        |                       |                       |                    |                                  |
| Čching-jang                                                    | 青阳县 | 246 732               | 248 464               | 1 194              | 208                              |
| Š’-tchaj                                                       | 石台县 | 92 238                | 80 612                | 1 431              | 56                               |
| Tung-č’                                                        | 东至县 | 468 280               | 398 414               | 3 260              | 122                              |
|                                                                |        |                       |                       |                    |                                  |
| Celkem                                                         | Celkem | 1 402 518             | 1 342 764             | 8 399              | 160                              |